# Глебов, Николай Дмитриевич
Николай Дмитриевич Глебов (12 января 1935, д. Одино, Ялуторовский район, Тюменская область — 21 февраля 2018, Тюмень) — геолог, буровой мастер, Герой Социалистического Труда (1975).

## Биография
Окончил школу ФЗО (1953, Тюмень), курсы бурильщиков (1956) и буровых мастеров (1966).
- 1953—1956 — верховой рабочий Челябинской нефтеразведочной экспедиции, г. Коркино.
- 1956 — бурильщик Березовской нефтеразведки (Тюменская область).
- 1956—1959 — служба в Армии.
- 1959—1962 — бурильщик Игримской, Сартыньинской ГРП.
- 1962–1966 — бурильщик Казымской ПГБ Березовской нефтеразведочной экспедиции.
- 1966—1969 — буровой мастер Тарко-Салинской нефтеразведочной экспедиции.
- 1969—1992 — буровой мастер Уренгойской нефтеразведочной экспедиции.
- 1992—1993 в командировке в Мозамбике.
- 1993—1998 — мастер по капитальному ремонту скважин в Тюменнефтегазе.
- 1998-2002 — главный специалист по бурению ОАО «Пурнефтегазгеология».

Выдавал скорость 2920 метров на станок в месяц при плановой скорости 1200 метров (рекорд среди бригад заполярных геологоразведчиков).
Участник открытия Губкинского, Комсомольского, Айваседо-Пуровского, Похромского, Пунгинского,Южно-Уренгойского газовых месторождений, нефтеконденсатных залежей на Уренгойском месторождении.
Герой Социалистического Труда (1975).
Награждён двумя орденами Ленина (1968, 1975), двумя орденами Трудового Красного Знамени (1981, 1986), медалями, знаком «Первооткрыватель месторождения», знаками «Отличник разведки недр» (1980, 1985). Почётный разведчик недр. Лауреат премии советских профсоюзов.
Умер в Тюмени 21 февраля 2018 года.